# Адильбаев, Фазыл
Фазы́л Адильба́ев (7 ноября 1925 — 1 января 1975, Аягуз, Семипалатинская область, Казахская ССР, СССР) — командир пулемётного расчёта 1232-го стрелкового полка 370-й стрелковой дивизии 69-й армии 1-го Белорусского фронта, сержант, полный кавалер ордена Славы.

## Биография
Родился 7 ноября 1925 года на руднике Баладжал, расположенном на территории современного Жарминского района Восточно-Казахстанской области Казахстана, в семье рабочего. Казах.
После окончания девяти классов работал бурильщиком.
В 1943 году призван в Красную Армию Жарминским райвоенкоматом Семипалатинской области, с мая 1944 года участвовал в боях Великой Отечественной войны. В 1945 году вступил в ВКП(б). 29 января 1945 года Фазыл Адильбаев и его пулемётный расчёт подавили две огневые точки гитлеровцев и 10 солдат противника вблизи польского населённого пункта Сильна-Новы. 9 февраля 1945 года младший сержант Адильбаев Фазыл за мужество и отвагу, проявленные в боях, был награждён орденом Славы 3-й степени (№ 241760).
6 февраля 1945 года во время сражения за расширение плацдарма около города Лебус (Германия) Фазыл Адильбаев, возглавляя пулемётный расчёт, отбил семь вражеских контратак, уничтожил три огневые точки и свыше десятка фашистских солдат, взял в плен трёх гитлеровцев. 16 марта 1945 года младший сержант Адильбаев Фазыл за мужество и отвагу, проявленные в боях, был награждён орденом Славы 2-й степени (№ 15047).
16-17 апреля 1945 года пулемётный расчёт сержанта Фазыла Адильбаева истребил две огневые точки и свыше взвода фашистских солдат во время боя за расширение плацдарма на левом берегу реки Одер. Фазыл Адильбеков первым ворвался в населённый пункт Кунерсдорф (к северо-западу от Франкфурта) и гранатой накрыл вражеский пулемёт. 15 мая 1946 года сержант Адильбаев Фазыл за образцовое выполнение заданий командования в боях с немецко-фашистскими захватчиками был награждён орденом Славы 1-й степени (№ 1407) Указом Президиума Верховного Совета СССР, стал полным кавалером ордена Славы.
В 1945 году сержант Адильбаев был демобилизован.
В 1951 году окончил Алма-Атинский государственный юридический институт, после чего жил в городе Аягуз, где работал старшим юрисконсультом.
Скончался 1 января 1975 года.

## Награды
- ордена Славы 1-й, 2-й и 3-й степени
- медали